# Eleccions al Dáil Éireann de 1937

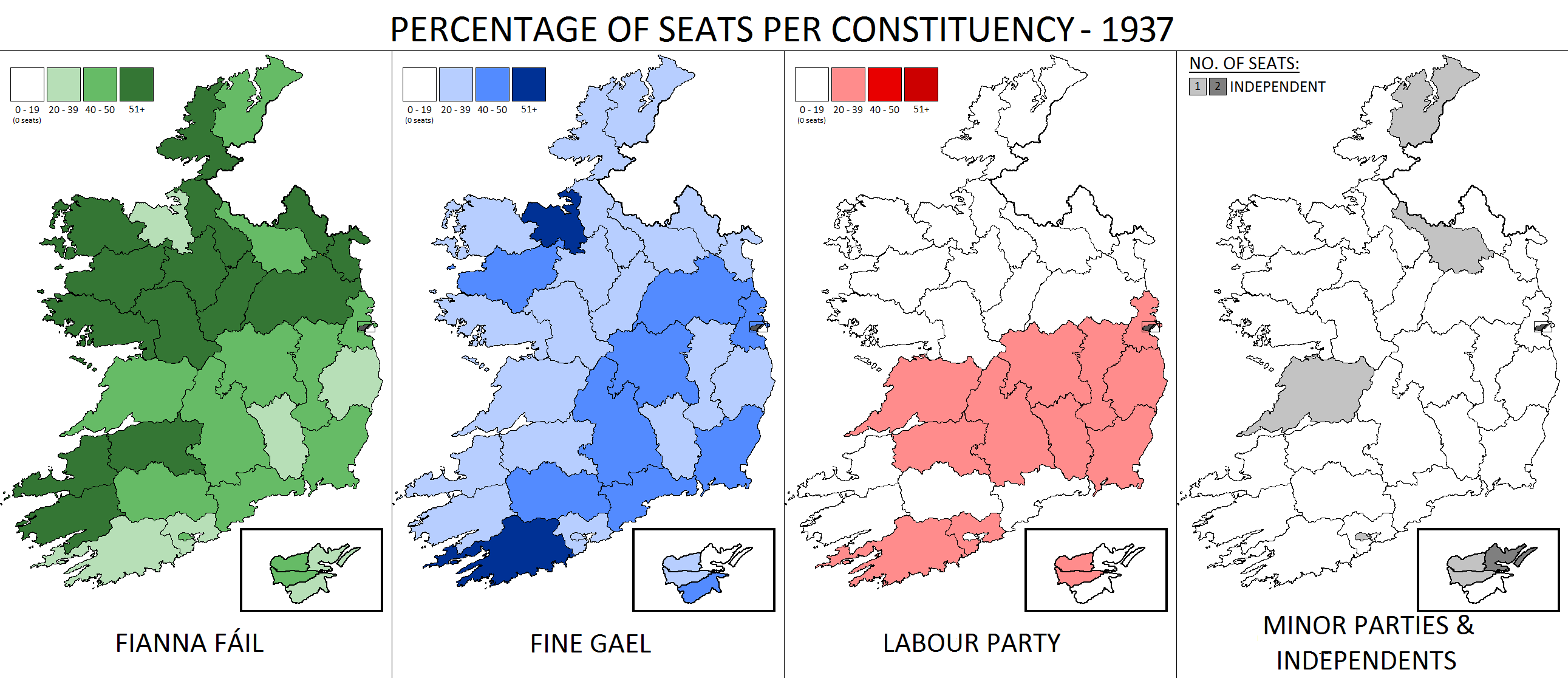
Resultats per circumscripcions i partits

Les eleccions al Dáil Éireann de 1937 es van celebrar l'1 de juliol de 1937 per a renovar els 138 diputats del Dáil Éireann. Va guanyar el Fianna Fáil per majoria absoluta.

## Resultats
| Partit       | Líder               | Vot popular | %     | Escons |
| Fianna Fáil  | Éamonn de Valera    |             | 45,2% | 68     |
| Fine Gael    | William T. Cosgrave |             | 34,8% | 48     |
| Laborista    | William Norton      |             | 9,4%  | 13     |
| Independents |                     |             | 5,8%  | 8      |